# Ignatius Loyola Mascarenhas
Ignatius Loyola Ivan Mascarenhas (ur. 3 czerwca 1949 w Delhi) – indyjski duchowny rzymskokatolicki, w latach 2009–2025 biskup Szimla i Czandigarh.

## Życiorys
Święcenia kapłańskie przyjął 17 grudnia 1977 i został inkardynowany do archidiecezji Delhi. Był m.in. rektorem kilku seminariów duchownych w Delhi i w Kauli oraz przewodniczącym stowarzyszenia wspomagającego ruchy charyzmatyczne na terenie archidiecezji.
10 lutego 2009 został prekonizowany biskupem Szimla i Czandigarh. Sakry biskupiej udzielił mu 3 kwietnia 2009 abp Vincent Conçessao. 12 kwietnia 2025 papież Franciszek przyjął jego rezygnację z pełnionego urzędu.